# Neue Synagoge (Edenkoben)
Die Neue Synagoge in Edenkoben, einer Stadt im Landkreis Südliche Weinstraße in Rheinland-Pfalz, wurde 1826/27 errichtet. Die Synagoge stand an der Bahnhofstraße 47, der ehemaligen Judengasse.

## Geschichte
Die Synagoge wurde nach Plänen des königlichen Baukondukteurs Marggraf im klassizistischen Stil erbaut. Am 19. September 1827 fand die feierliche Einweihung statt. In der Synagoge gab es nach dem Umbau in den 1840er Jahren 60 Plätze für Männer und 35 oder 46 Plätze für Frauen. 
In den Tagen nach dem Novemberpogrom 1938 wurde die Synagoge durch Männer des Reichsarbeitsdienstes gestürmt und verwüstet. In den folgenden Tagen wurde das Gebäude durch den Reichsarbeitsdienst abgerissen. Die Inneneinrichtung, die Torarollen und andere Kultgegenstände wurden auf dem Marktplatz verbrannt.   
Auf dem Synagogengrundstück blieben nur wenige Mauerreste erhalten. Heute befinden sich auf dem Grundstück ein Garten und eine Garage.  
Über der früheren Mikwe wurde ein Anbau des benachbarten Wohnhauses errichtet.